# Szymon Laks
Szymon Laks (ur. 1 listopada 1901 w Warszawie, zm. 11 grudnia 1983 w Paryżu) – kompozytor, dyrygent, pianista, pisarz, tłumacz pochodzenia żydowskiego.
Urodził się w Warszawie w rodzinie zasymilowanych Żydów polskich. Przez dwa lata studiował matematykę na Uniwersytecie Wileńskim i Warszawskim. W 1921 r. wstąpił do Konserwatorium Warszawskiego, gdzie uczył się harmonii oraz kontrapunktu i kompozycji. W latach 1927–1929 kontynuował studia muzyczne w paryskim Conservatoire National pod kierunkiem Paula Vidalа (kompozycja) i Henri Rabauda (dyrygentura). Był członkiem Stowarzyszenia Młodych Muzyków Polaków w Paryżu i uczestniczył w jego pracach. W swoich kompozycjach Szymon Laks łączył różne gatunki muzyczne, szukając nowej jakości na styku muzyki popularnej i poważnej. W jego utworach, szczególnie pieśniach, słychać inspirację bluesem, jazzem oraz folklorem polskim i żydowskim. W pierwszej połowie lat 30. współpracował z Aleksandrem Fordem, dla którego napisał muzykę do filmów Sabra (1933) oraz Przebudzenie (1934).

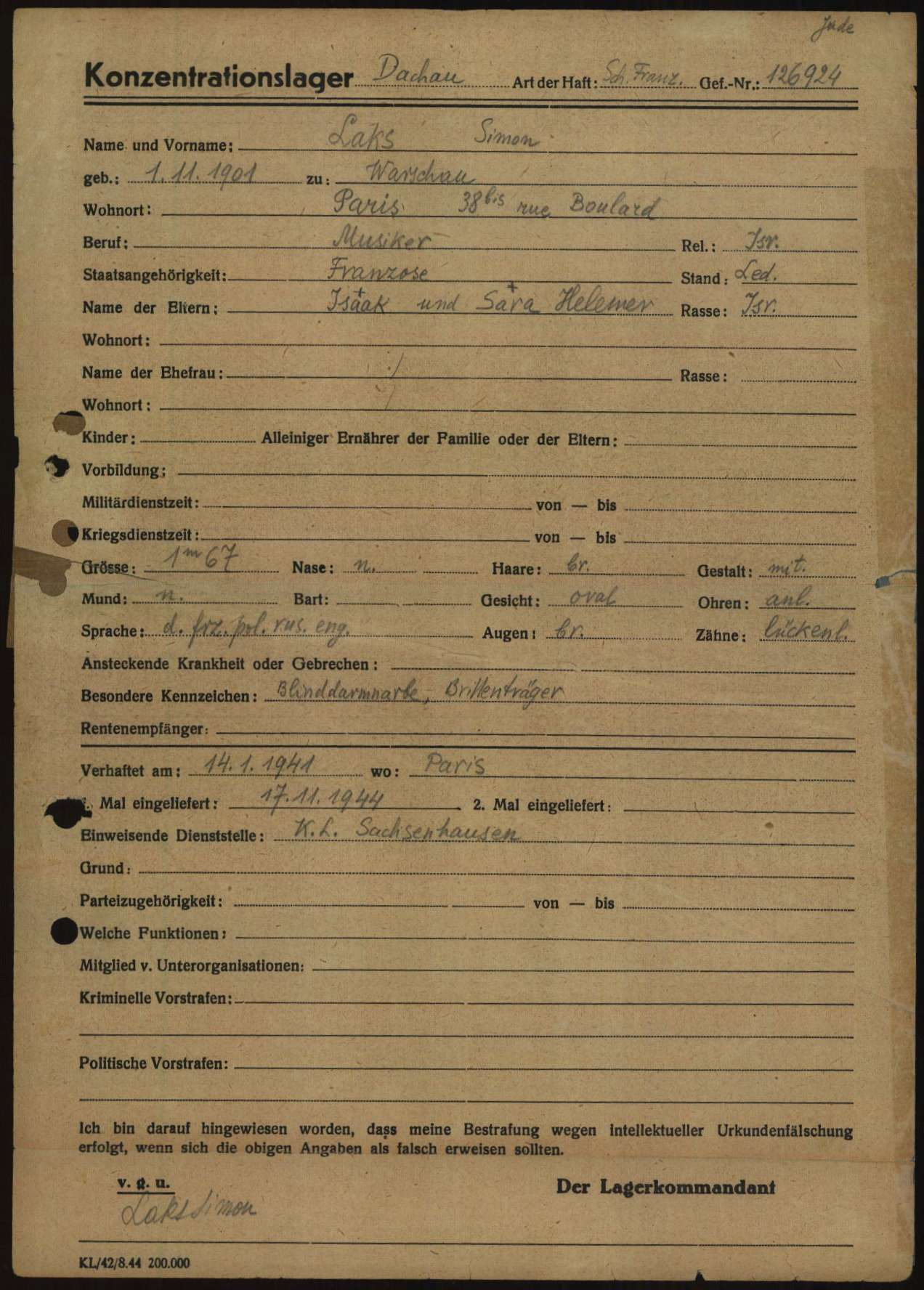
Formularz rejestracyjny Szymona Laksa jako więźnia w nazistowskim obozie koncentracyjnym w Dachau

W 1941 r. Szymon Laks został aresztowany i internowany w obozie pod Orleanem. Deportowany w lipcu 1942 r. do niemieckiego obozu koncentracyjnego Auschwitz-Birkenau (nr obozowy 49543), przeżył tam ponad dwa lata. Był kopistą i kapelmistrzem obozowej orkiestry męskiej. W październiku 1944 r. został przewieziony do obozu w Dachau (KL), gdzie doczekał wyzwolenia przez armię amerykańską. Do Paryża powrócił w maju 1945 r. Swoje obozowe przeżycia, w tym przede wszystkim pracę w obozowej orkiestrze, opisał w książce Musiques d’un autre monde (Paryż 1947), a następnie w Grach oświęcimskich (Londyn 1979, Państwowe Muzeum Auschwitz-Birkenau 1998). W okresie powojennym kontynuował twórczość muzyczną.
W latach 70. poświęcił się działalności pisarskiej i przekładowej. Jego pełne żywych intelektualnie polemik, analiz i komentarzy książki Epizody, epigramy, epistoły (1976), Poloniki, polemiki, polityki (1977), Słowa i antysłowa (1978), Gry oświęcimskie (1979), Szargam świętości (1980), Dziennik pisany w biały dzień (1981), Taryfa ulgowa kosztuje drożej (1982), Moja wojna o pokój (1983) oraz Kultura z cudzysłowem i bez (1984) wydawała londyńska Oficyna Poetów i Malarzy.

## Główne dzieła muzyczne Szymona Laksa
- Kwartety smyczkowe I–V (1928, 1932, 1946, 1962, 1964)
- Mała suita na kwartet smyczkowy (1929)
- Kwintet na instrumenty dęte (1929)
- Sonata Concertante na skrzypce i fortepian (1929)
- Sonata na wiolonczelę i fortepian (1932)
- 3 utwory koncertowe na wiolonczelę i fortepian (1933)
- Suita polska na skrzypce i fortepian (1935)
- Trio fortepianowe (1950)
- Concerto da Camera na fortepian, 9 instrumentów dętych i perkusję (1963)
- Dialog na dwie wiolonczele (1964)
- Concertino na trio dęte (1965)
- Kwintet fortepianowy na motywach polskiej muzyki ludowej (1967)
- Suite concertante na puzon i fortepian (1969)
- Chorale na 4 puzony (1973)
- Farys – poemat symfoniczny (1924)
- Symfonia (1924)
- Scherzo (1925)
- Blues symfoniczny (1928)
- Sinfonietta na orkiestrę smyczkową (1936)
- 3 polonezy warszawskie (1947)
- Poemat na skrzypce i orkiestrę (1954)
- Symfonia na orkiestrę smyczkową (1964)
- L’hirondelle inattendue – opera buffa (1965)
- 3 pieśni do wierszy J. Tuwima (1938)
- Passacaille – vocalise (1946)
- 8 ludowych pieśni żydowskich (1947)
- 3 pieśni do tekstów W.M. Berezowskiej (1960)
- Elegia żydowskich miasteczek do tekstu A. Słonimskiego (1961)
- Pieśni do tekstów J. Tuwima, J. Iwaszkiewicza i M. Jastruna (1961–63)
- Portrait de l’oiseau-qui-n’existe-pas (1964)
- 5 melodii do tekstów J. Tuwima (1968)
- Sonate breve na klawesyn (1947)
- Suita w dawnym stylu na klawesyn lub fortepian (1973)
- Sonatina (1928)
- Blues (1945)
- Ballada (1949)

## Muzyka filmowa
- Sabra (1933)
- Przebudzenie (1934)